# Миссия белорусских военных медиков в Сирии
Миссия белорусских военных медиков в Сирии — деятельность медицинского отряда специального назначения (МОСН) 432‑го главного военного клинического медицинского центра Вооружённых Сил Республики Беларусь по оказанию помощи в ликвидации последствий землетрясения 6 февраля 2023 года на территории Сирии.
Это первая зарубежная командировка МОСН, в которую подразделение отправилось в полном составе. Белорусскими военными миссия отмечена как уникальная в истории медицины республики, поскольку специалисты работали в условиях не только природного бедствия, но и военного конфликта.

## Предыстория
В 2011 году в Сирии началась гражданская война. С самых первых дней конфликта Белоруссия активно поддерживала действующий сирийский режим во главе с Башаром Асадом. Государство оказывало властям различную помощь, начиная от дипломатической и гуманитарной, заканчивая поставками вооружений.
После начала в 2015 году военной операции России в СМИ периодически поднимался вопрос о возможности задействования белорусских вооружённых сил. Руководство страны отрицало любые заявления о планах по отправке своих военнослужащих в Сирию. Однако в феврале 2022-го президент страны Александр Лукашенко обмолвился, что некоторое количество лет назад Асад просил его отправить в Сирию медиков.
6 февраля 2023 года в Восточном Средиземноморье произошло мощное землетрясение. Были зарегистрированы большие разрушения в городах Латакия и Хама (Сирия), а также в окрестностях города Газиантеп (Турция). В результате бедствия погибли более 54 400 человек (из них 8476 на сирийской территории), 122 568 пострадали.
Многие страны предложили помощь Турции и Сирии, большая часть которой пошла первой. На турецкую территорию прибыли спасатели из 77 государств. В свою очередь Дамаску помогли Ирак, ОАЭ, Иран, Алжир, Россия, Египет, Пакистан, Армения, Оман, Куба, Венесуэла, КНР, а также Белоруссия.

## Состав
В Сирию отправились сорок пять специалистов, в числе которых терапевты, хирурги, неврологи, анестезиологи, инфекционисты, окулист, УЗИ-специалисты, а также медицинские сёстры, водители, электрики, связисты и корреспонденты. Многим из них уже приходилось работать в разных, в том числе экстремальных условиях. Больше половины персонала ранее были в составе миротворческой миссии ООН в Ливане, где от МОСН 432-го госпиталя каждый год работала хирургическая бригада – два врача и две медицинские сестры. Предыдущий опыт общения с арабским населением очень помог в сирийской миссии, ведь специалисты успели изучить менталитет и культуру народа.
Начальником приёмного отделения был назначен врач-хирург, подполковник Сергей Рубаник (старшая медсестра — Екатерина Латышевич), операционного отделения — капитан Алина Емельяненко (старшая операционная сестра — Ольга Яхновец), заведующей клинико-биохимической лаборатории – врач клинической лабораторной диагностики Татьяна Чирикова. Госпитальное отделение представлено подполковниками Андреем Науменко (оториноларинголог) и Павлом Зарецким (невролог), а также старшиной Дарьей Корвель (медсестра). Начальником диагностического отделения выступил врач-рентгенолог Андрей Мурашко, отделения анестезиологии и реанимации — анестезиолог-реаниматолог Николай Кашура (в подчинении старшина, медицинская сестра, анестезист отделения анестезиологии и реанимации Анна Ющенко). В числе команды также находились подполковник, травматолог-ортопед Евгений Романовский; ведущий хирург 432-го госпиталя Алексей Трухан; фельдшер Александра Снитко. От СМИ при группе находился заместитель начальника 2-го корреспондентского отдела Военного информационного агентства «Ваяр» майор Олег Некало.
Общее руководство осуществлял начальник медицинского отряда специального назначения полковник медицинской службы Андрей Гуринович.

## Оснащение
В наличии у МОСН в Сирии находилось:
- рабочее место — военно-полевой госпиталь (шесть[21]—семь маленьких палаток[17]), состоящий из приёмного, операционного, госпитального, диагностического отделений и отделения реанимации[18];
- жилищное место — одна (по другим данным, три[21]) большая[17] армейская палатка М-30 (в ней проживали мужчины отряда, тогда как женщин поместили в здание), спальные места — станки Павловского в два (по другим данным — три[17]) яруса, покрытые брезентовыми носилками[20];
- транспорт — несколько автомобилей МАЗ[18];
- прочее — две дополнительные палатки, где находились склад с медикаментами и столовая[17].

## Ход миссии

### Развёртывание
Командировка готовилась по поручению Президента Белоруссии.
8 или 9 февраля 2023 года в три часа дня бойцам медицинского отряда специального назначения поступил звонок от начальника госпиталя. Командующий приказал приступить к внутреннему сворачиванию и выписать всех текущих пациентов. Специалистов предупредили, чтобы взяли медикаменты на месяц. Они не знали точно, какой объём помощи будут оказывать и к чему готовиться, поэтому брали абсолютно всё, с запасом. Позже поступила информация, что готовится командировка в одну из стран, где произошло землетрясение. Подполковник Рубаник предположил, что это будет Сирия, хотя не был в этом до конца уверен.
Перед командировкой бойцы подписали добровольное согласие на участие в миссии.
Первоначально дату вылета назначили на 12 февраля, а затем перенесли на 14-е. Провожать медиков и поблагодарить белорусскую сторону за отзывчивость лично приехал сирийский посол Мохаммад аль-Умрани. Группа на двух российских Ил-76 (один вёз медицинское имущество и автомобили, в другом находились медики) вылетела с авиабазы Мачулищи в аэропорт Хмеймим, а оттуда направилась в Алеппо. Сразу же был развёрнут военно-полевой госпиталь.

### Деятельность
Как отметил корреспондент Олег Некало в статье газеты «Звязда», квалифицированная медицинская помощь для жителей Алеппо была большой редкостью. Социальная инфраструктура после четырёх лет боёв за город и последствий природного бедствия ещё не восстановилась. Не налажено как следует и медицинское обслуживание.
В среднем белорусский госпиталь принимал 200 человек в сутки. В день специалисты делали по 25-30 общих анализов крови. В дневном стационаре вылечены более 70 пациентов. Всего помогли более 3 тысячам пациентов (из них 1000 только за первые пять дней; самому младшему только исполнился год, старшему – 90 лет). В клинической лаборатории было выполнено 816 исследований, из них биохимический анализ крови — 430 исследований, общий анализ крови — 337, общий анализ мочи — 44, коагулограмма — 5. В рентгеновский кабинет обратилось 475 пациентов, выполнено 557 различных рентгенологических исследований, 1 197 рентгеновских снимков. Кабинет УЗД посетили 197 пациентов, которым было проведено 282 различных УЗИ. Сирийцы обращались к белорусским медикам с различными патологиями: не диагностированными переломами, последствиями застарелых травм, минно-взрывными травмами, пулевыми и осколочными ранениями.
Основной проблемой для специалистов стал языковой барьер (в Ливане белорусы работали с пациентами только на английском, поэтому арабским не владели), однако белорусские и сирийские власти предоставили им переводчиков. Зачастую переводчик стоял на сортировочной площадке, где врач опрашивал пациентов и определял к какому доктору направить. Затем пациент шёл регистрироваться, и ему выдавали листок с направлением к определённому врачу. Дальше уже доктор ставил диагноз и назначал лечение. Когда не было свободных переводчиков, медики просили пациентов подождать либо с помощью жестов и самых простых слов, которые удалось выучить, общались. В таких случаях сириец показывал пальцами на больное место.
Другой проблемой стало отсутствие педиатра. Для детей нужны другие дозировки препаратов, а также существуют физические и анатомические отличия. Поскольку бойцы МОСН не были подготовлены к работе с детьми, то их отправляли к узконаправленным специалистам либо рекомендовали обратиться к педиатру местной больницы. Также остро стоял вопрос с электричеством. В соседнем с госпиталем здании электричество было доступно только 4 часа в сутки, поскольку в Алеппо не было круглосуточной электроэнергии.
Военные действия проходили в 30 километрах от госпиталя, поэтому во время своего нахождения в Алеппо бойцы регулярно слышали звуки выстрелов. На третий и четвёртый дни, 19 и 20 февраля, произошло землетрясение магнитудой 4,5—6,3 баллов.
Несмотря на трудные условия, отряд смог отметить праздники. Так, например, 23 февраля бойцы побывали на концерте ко Дню защитника Отечества, предстоящему Международному женскому дню и Дню революции в Сирии; 8 марта командир Гуринович утром поздравил всех женщин коллектива на словах от мужчин, а позже специалисты всем девушкам группы подарили цветы. Кроме этого, в Алеппо команда МОСН отметила день рождения Чириковой.

### Свёртывание
Миссия закончилась через 30 суток. Медикам объявили, что в течение 15-17 марта они вернутся домой.
В последний день работы госпиталя многие сирийские пациенты пришли попрощаться со своими врачами.
За неделю до отлёта ВВС Израиля разбомбили полосу аэродрома в Алеппо, что не позволило белорусскому борту приземлиться там. Тогда полковник Гуринович собрал 10 человек, с которыми на МАЗах выехал в Хмеймим по зоне соприкосновения. Команда направилась по объездному пути, так как по прямой находилась неконтролируемая сирийской армией территория. У белорусов была группа сопровождения — впереди ехал российский БТР, а сзади — бронеавтомобиль «Тигр». Остальных 35, кто не согласился отправиться по небезопасному участку, забрали на Ан-26.
Утром 17-го военные медики прибыли в Мачулищи.

## Реакция и оценки
- Леонид Касинский, помощник министра обороны по идеологической работе, назвал гуманитарную операцию «миссией добрых сердец» и заявил, что она войдёт в историю медицины Республики Беларусь как «уникальная»[28].
- Посол Сирии в Белоруссии Мохаммад аль-Умрани заявил: «У нас очень большие проблемы после землетрясения. Для нас Беларусь — это дружественная страна, которая с первых минут поддержала после случившегося. Как все знают, мы, к сожалению, обложены санкциями на данный момент, а это значит, что многие страны не могут нам помочь или боятся это сделать. Но к счастью, Беларусь не боится и она нам помогает уже на протяжении 10 лет. С 2015 года в Сирию было отправлено шесть гуманитарных грузов, два дня назад мы также получили помощь»[18].
- 24 марта 2023 года в Центральном доме офицеров (Минск) министр обороны Виктор Хренин наградил медицинский отряд почётными грамотами, благодарностями и ценными подарками[2].
- 2 февраля 2024 года объявлена Благодарность Президента РБ работникам 432-го главного военного клинического медицинского центра «за значительные заслуги в служебной деятельности, высокое профессиональное мастерство, активное участие в оказании международной гуманитарной помощи на территории Сирии». В их числе Павел Зарецкий, Николай Кашура, Евгений Романовский, Александра Снитко[22].

## Анализ
В статье для газеты «Медицинский вестник» Мурашко, проанализировав результаты рентгеновских исследований различных органов и систем в САР, отметил некоторые особенности и отличия патологических изменений в сравнении с белорусскими пациентами. Так, например, у большинства сирийцев в возрасте старше 50 лет определяются умеренные и выраженные, чаще двусторонние, пневмофиброзные и пневмосклеротические изменения в лёгких (врач связал это с неадекватным лечением COVID-19). Дегенеративные изменения в суставах, преимущественно коленных и тазобедренных, у сирийцев наблюдаются реже и в более старшем возрасте, чем у белорусских пациентов. При этом у них в более раннем возрасте появляются признаки распространенного остеопороза, а к 60—65 годам у многих женщин выявляются патологические переломы позвонков.
Как вспоминал Мурашко, местные пациенты всех возрастов были не осведомлены о применении индивидуальной защиты от рентгеновского излучения. В поликлиниках и больницах Сирии при проведении рентгеновских исследований принято не раздеваться. Рентгенограммы врач-рентгенолог оценивает с наличием дополнительных теней от одежды и возможных посторонних предметов. Для специалистов госпиталя такой подход был категорически неприемлем.